# 13 미닛츠
13 미닛츠(Elser, 13 Minutes)는 독일에서 제작된 올리버 히르비겔 감독의 2015년 드라마, 전쟁 영화이다. 크리스티안 프리에델 등이 주연으로 출연하였다.

## 출연

### 주연
- 크리스티안 프리에델
- 카타리나 슈틀러
- 버그하트 클로브너
- 조한 본 불로우

### 조연
- 페릭스 에이트너
- 다비드 짐머쉴드

## 제작진
- 분장팀: 타타나 크라우스코프
- 분장팀: 이자벨 노이